# Tilia nobilis
Tilia nobilis Rehder & E.H.Wilson – gatunek drzewa z rodziny ślazowatych. Występuje naturalnie w Chinach – w prowincjach Junnan, Syczuan, a także prawdopodobnie w Henanie. 

## Morfologia
PokrójZrzucające liście drzewo dorastające do 4–12 m wysokości.
LiścieBlaszka liściowa ma okrągławy kształt. Mierzy 10–14 cm długości oraz 7–8 cm szerokości, jest piłkowana na brzegu, ma nasadę od sercowatej do ściętej i spiczasty wierzchołek. Ogonek liściowy jest nagi i ma 4–10 cm długości.
KwiatyZebrane po 6–16 w wierzchotkach wyrastających z kątów podługowatych podsadek o długości 8–16 cm. Mają 5 działki kielicha o lancetowatym kształcie. Płatków jest 5, mają lancetowaty kształt. Pręcików jest około 30–45.
OwocOrzeszki mierzące 10 mm średnicy, o niemal kulistym kształcie.

## Biologia i ekologia
Rośnie w lasach. Występuje na wysokości od 1800 do 2500 m n.p.m.